# Antonio de Cabezón
Antonio de Cabezón (ur. 30 marca 1510 w Castrillo Mota de Judíos prow. Burgos – zm. 26 marca 1566 w Madrycie) – hiszpański kompozytor i organista renesansowy. Był pierwszym uznanym iberyjskim kompozytorem muzyki na instrumenty klawiszowe.

## Rodzina
Cała rodzina Cabezonów zajmowała się muzyką. Antonio był ojcem Agustina i Hernanda, bratem Juana.

## Życie
W dzieciństwie utracił wzrok. Od lat młodzieńczych wychowywał się w Palencii, gdzie następnie służył na dworze biskupa Pedro de Sermiento. W latach 1526–38 był nadwornym muzykiem cesarzowej Izabeli Portugalskiej. Następnie został organistą i muzykiem w orkiestrze na dworze Karola V. Był nauczycielem nadwornym księcia Filipa oraz infantek Marii i Juany. Od 1543 roku aż do śmierci był muzykiem w kapeli królewskiej Filipa II. Wraz z dworem królewskim podróżował do Włoch, Niemiec, Anglii i Niderlandów, gdzie stykał się z różnymi stylami muzycznymi renesansu.

## Twórczość i znaczenie
Cabezón skomponował około 200 utworów instrumentalnych na organy, klawesyn, harfę lub vihuelę. Współcześnie chętnie wykonywane są jego kompozycje harfowe. Jest znany także m.in. ze swoich tient – co najmniej 26 krótkich utworów na organy. Są to najstarsze zachowane w Hiszpanii utwory na organy. Pisał również cykle wariacji – Diferencias oraz utwory kościelne: kyrie, hymny, psalmy, magnificaty, motety.
Źródłem jego kompozycji są dwa druki: zbiór Luysa Vebegas de Henestrosa Libro de cifra nueva para tecla, arpa y vihuela (1557) i Obras de música para tecla, arpa y vihuela de Antonio de Cabezón (1578) zestawiony przez jego syna, Hernando de Cabezóna.
W cyklach wariacyjnych kompozytor przetwarza melodykę opartą często na melodiach popularnych pieśni hiszpańskich. Stosuje przy tym bogatą technikę figuracyjną i zdobniczą oraz dzielenie melodii pomiędzy różne głosy.
Cabezón miał duży wpływ na rozwój szkoły wirginalistów angielskich, a także na flamandzkiego kompozytora J.P. Sweelincka, który inspirował się mistrzowsko prowadzoną imitacją i pracą kontrapunktyczną w tientach.